# Witali Sems
Witali Andrejewitsch Sems (russisch Виталий Андреевич Земс, engl. Transkription Vitaliy Zems; * 29. März 1996) ist ein kasachischer Sprinter, der sich auf den 100-Meter-Lauf spezialisiert hat, zu Beginn seiner Karriere aber auch im Hürdenlauf an den Start ging.

## Sportliche Laufbahn
Erste Erfahrungen bei internationalen Meisterschaften sammelte Witali Sems bei den Juniorenasienmeisterschaften 2012 in Colombo, bei denen er im 110-Meter-Hürdenlauf mit 14,87 s in der ersten Runde ausschied, wie auch bei den Jugendweltmeisterschaften in Donezk im Jahr darauf mit 14,38 s. 2014 belegte er bei den Juniorenasienmeisterschaften in Taipeh in 14,11 s den sechsten Platz und 2016 nahm er im 60-Meter-Lauf an den Hallenasienmeisterschaften in Doha teil, wurde dort aber im Halbfinale disqualifiziert. Zwei Jahre später schied er bei den Hallenasienmeisterschaften in Teheran mit 6,99 s in der ersten Runde aus und im Sommer nahm er erstmals an den Asienspielen in Jakarta teil, bei denen er im 100-Meter-Lauf mit 11,10 s im Vorlauf ausschied. Auch mit der kasachischen 4-mal-100-Meter-Staffel gelangte er mit 40,04 s nicht bis in das Finale. 2019 nahm er mit der Staffel an den Asienmeisterschaften in Doha teil, konnte dort aber den Vorlauf nicht beenden. Anschließend schied er bei der Sommer-Universiade in Neapel über 100 Meter mit 10,75 s in der Vorrunde aus und belegte mit der Staffel in 40,00 s den fünften Platz. 2023 erreichte er bei den Hallenasienmeisterschaften in Astana das Halbfinale über 60 Meter und schied dort mit 6,90 s aus.  Im Juli kam er bei den Asienmeisterschaften in Bangkok mit 10,62 s nicht über den Vorlauf über 100 Meter hinaus und schied über 200 Meter mit 21,48 s im Semifinale aus. Im August schied er bei den World University Games in Chengdu mit 21,37 s im Halbfinale über 200 Meter aus und kam über 100 Meter mit 10,65 s nicht über den Vorlauf hinaus. 2025 schied er bei den Asienmeisterschaften in Gumi mit 10,58 s im Halbfinale über 100 Meter aus, wie auch über 200 Meter mit 21,25 s. 
In den Jahren von 2015 bis 2017 sowie von 2021 bis 2024 wurde Sems kasachischer Meister im 100-Meter-Lauf sowie 2018 und 2019 auch in der 4-mal-100-Meter-Staffel und 2019 auch in der gemischten 4-mal-400-Meter-Staffel. Zudem siegte er von 2021 bis 2024 auch im 200-Meter-Lauf. 2018 und von 2021 bis 2023 wurde er zudem Hallenmeister im 60-Meter-Lauf sowie 2018, 2021 und 2022 in der 4-mal-200-Meter-Staffel.

## Persönliche Bestzeiten
- 100 Meter: 10,35 s (+1,1 m/s), 25. Juli 2015 in Almaty
  - 60 Meter (Halle): 6,77 s, 19. Februar 2021 in Öskemen
- 200 Meter: 21,05 s (+0,2 m/s), 18. Juli 2015 in Almaty
  - 200 Meter (Halle): 21,18 s, 25. Februar 2022 in Öskemen
- 110 m Hürden: 14,60 s (+1,8 m/s), 15. Juni 2015 in Almaty
  - 60 m Hürden (Halle): 8,08 s, 15. Februar 2015 in Öskemen